# Cissura plumbea
Cissura plumbea là một loài bướm đêm thuộc phân họ Arctiinae, họ Erebidae.